# Универмаг «Детский мир» (Владикавказ)
Универмаг «Детский мир» — памятник градостроительства и архитектуры во Владикавказе, Северная Осетия. Выявленный объект культурного наследия России и культурного наследия Северной Осетии. Находится в историческом центре города на проспекте Мира, д. 29/ площадь Ленина, 3.
Здание построено в 1938 году по проекту архитектора Л. М. Наппельбаума. До постройки современного здание на этом месте располагался небольшой одноэтажный дом. В советское время в здании располагался Универмаг «Детский мир».
В конце 2000 годов здание было реконструировано. В октябре 2012 года в здании был открыт отель «Александровский». Основателем и владельцем отеля является осетинский предприниматель Таймураз Боллоев.